# Dactylioceras
Dactylioceras ist eine durch mittelgroße, sehr entwickelte (evolute) Gehäuse gekennzeichnete Gattung aus der ausgestorbenen Gruppe der Ammoniten. Sie ist dem Toarcium, einer chronostratigraphischen Stufe des Unterjura, zuzuordnen und gilt als Leitfossil.

## Erstbeschreibung und Etymologie
Die Gattung Dactylioceras wurde erstmals 1867 durch den Zoologen und Paläontologen Alpheus Hyatt als eigene Untergruppe der Ammoniten abgetrennt. Geschichtliche Darstellungen und Beschreibungen gehen bis ins ausgehende 16. Jahrhundert zurück, so beispielsweise bei Johann Bauhin.
Der Name des Ammoniten leitet sich aus den griechischen Begriffen δάκτυλος (dáktylos) „Finger“ und κέρας (kéras) „Horn“ ab. „Finger“ nimmt auf die fingerartige Verzweigung der Rippen Bezug.

## Morphologie
Die morphologische Beschreibung des Phragmokons ist flachscheibig serpentikon bis kadikon mit sehr langsamer Windungszunahme. Die Gehäusegröße eines Dactylioceras reicht von 25 mm bis zu 150 mm, überschreitet aber nur selten 100 mm. Die dünnwandige Schale ist nur selten erhalten. Als Form dominiert eine evolute Gestalt (N = 0,52 bis 0,60) mit querovalem bis hochovalem Windungsquerschnitt. Die Umgangswand ist in der Regel systematisch ausgebildet und lässt sich in zahlreiche Abschnitte unterteilen. An die von der Naht senkrecht oder steil aufsteigende Nabelfläche schließt sich bei den meisten Formen eine ausgeprägte Nabelkante an. Die daran anschließende Flanke reicht bis zur Externkante, wobei die tatsächliche Formung je nach Art unterschiedlich ausgeprägt ist.
Die Normalskulptur wird aus gegabelten Rippen, Einfachrippen und Schaltrippen gebildet, die ohne Unterbrechung bis zur Externkante verlaufen und in so genannte Rippenspaltpunkte, je nach Art auch mit ausgebildeten, kleinen Knoten, münden, die sich in der Regel an der Außenkante der Flanke befinden. Der Interkostalraum zwischen den Rippen beträgt häufig das 1,5- bis 2fache der Rippenbreite. Der tatsächliche Rippenverlauf ist ein wesentliches Merkmal zur Taxonomie.
Aptychen sind bei der Gattung Dactylioceras nicht bekannt. Weder Einschnürungen noch Mündungsapophysen sind ausgebildet.
Das Subgenus Dactylioceras (Eodactylites) zeichnet sich durch stark gespreizt stehende Externrippen aus, ihr Windungsquerschnitt ist quadratisch bis rechteckig mit aufgesetztem Dach. Das Subgenus Dactylioceras (Orthodactylites) besitzt keine gespreizten Externrippen und ihr  Windungsquerschnitt ist rundlich, die Skulptur insgesamt wesentlich feiner. Kennzeichnend für das Subgenus Dactylioceras (Dactylioceras) ist ihr differenziertes, scharfes und regelmäßiges Berippungsmuster. Ihre Flankenrippen sind erheblich kräftiger als die Externrippen ausgebildet und verlaufen rectoradiat bzw. proradiat, die Externrippen hingegen proklin. Die Berippungsdichte ist in der Regel lockerer als bei Dactylioceras (Orthodactylites).

## Lebensweise
Dactylioceras war eine räuberische Ammonitengattung, die ihrer Beute wahrscheinlich auf dem Meeresboden nachstellte. Massensterben sind in ihr recht gängig und es wird angenommen, dass sich derartige Ereignisse unmittelbar nach dem Schlüpfen zutrugen. Die toten Gehäuse wurden hierbei zu Schillbänken am Rand des Jurameeres zusammengespült. Experimente in Strömungstanks gaben zu erkennen, dass Dactylioceras sehr wahrscheinlich nur ein langsamer Schwimmer war. Die Gattung hielt sich vorwiegend in Kalkmeeren im flachen bis tieferen Subtidal auf, wurde aber auch über der Schelframpe und über Untermeeresfächern angetroffen. In Bezug auf Veränderungen im Sauerstoff- und Salzgehalt des Meerwassers dürfte die Gattung Dactylioceras nur eine geringe Toleranz besessen haben (meso- bis steno-oxybiont und  meso- bis steno-halin).

## Taxonomie

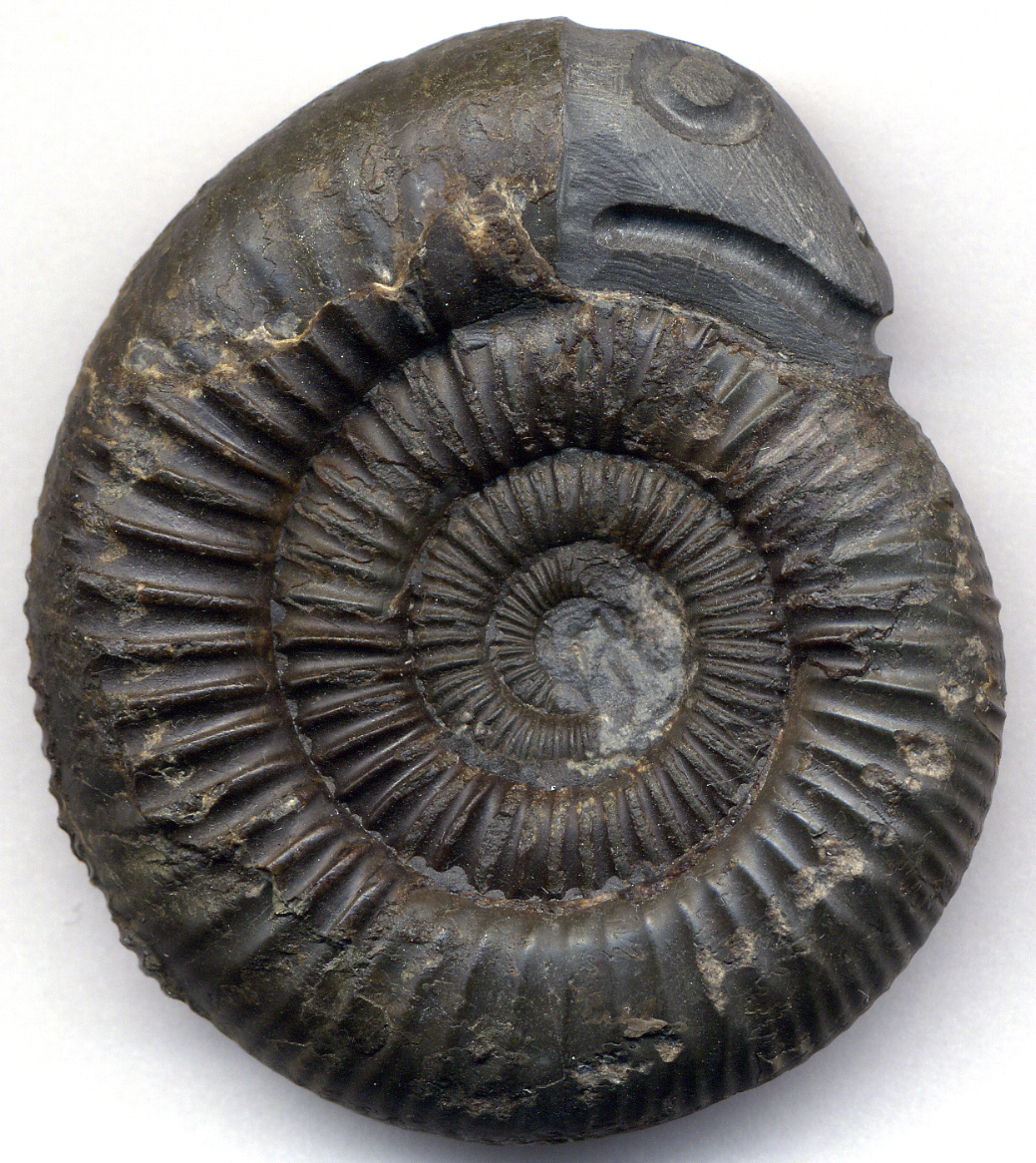
Dactylioceras commune aus Yorkshire

Zur Taxonomie der Familie der Dactylioceratidae gab Reinhard Schmidt-Effing 1972 einen geschichtlichen Überblick, in dem er darstellte, dass die Systematik der in Frage kommenden Fossilien seit Alpheus Hyatt vor allem durch J. Buckman, William Joscelyn Arkell und Otto Heinrich Schindewolf einer beständigen Änderung unterzogen wurde. Diese Tatsache spiegelt sich in einer sehr hohen Anzahl von Synonymen wider (siehe weiter unten).

### Untergattungen und Arten
Axel von Hillebrandt und Reinhard Schmidt-Effing gaben 1981 folgende Einteilung an:
- Genus: Dactylioceras Hyatt, 1867
  - Typusart: Ammonites communis Sowerby, 1815
  - Subgenus: Dactylioceras (Eodactylites) Schmidt-Effing, 1972
    - Typus-Art: Dactylioceras pseudocommune Fucini, 1935 (umstritten)
      - Dactylioceras (Eodactylites) holandrei d'Orbigny, 1844
      - Dactylioceras (Eodactylites) mirabile Fucini, 1935
      - Dactylioceras (Eodactylites) perplicatum Fucini, 1935
      - Dactylioceras (Eodactylites) polymorphum Fucini, 1935
      - Dactylioceras (Eodactylites) pseudocommune Fucini, 1935
      - Dactylioceras (Eodactylites) simplex Fucini, 1935
      - Dactylioceras (Eodactylites) triangulum Fischer, 1966

  - Subgenus: Dactylioceras (Iranodactylites) Repin, 2000
    - Typus-Art: Dactylioceras (Iranodactylites) ketevanae Repin, 2000

  - Subgenus: Dactylioceras (Orthodactylites) Buckman, 1926
    - Typus-Art: Orthodactylites directus Buckman, 1926
      - Dactylioceras (Orthodactylites) anguinum Reinecke, 1818
      - Dactylioceras (Orthodactylites) attenuatum Simpson, 1855
      - Dactylioceras (Orthodactylites) circumactum Dagis, 1968
      - Dactylioceras (Orthodactylites) crassifactum Simpson, 1855
      - Dactylioceras (Orthodactylites) crassiusculosum Simpson, 1855
      - Dactylioceras (Orthodactylites) directum Buckman, 1926
      - Dactylioceras (Orthodactylites) ernsti Lehmann, 1968
      - Dactylioceras (Orthodactylites) gracile Simpson, 1843
      - Dactylioceras (Orthodactylites) helianthoides Yokoyama, 1904
      - Dactylioceras (Orthodactylites) hispanum Schmidt-Effing, 1972
      - Dactylioceras (Orthodactylites) hoelderi Hillebrandt und Schmidt-Effing, 1981 – n.sp (benannt nach Helmut Hölder)
      - Dactylioceras (Orthodactylites) semiannulatum Howarth, 1978
      - Dactylioceras (Orthodactylites) semicelatoides Maubeuge, 1957
      - Dactylioceras (Orthodactylites) semicelatum Simpson, 1843
      - Dactylioceras (Orthodactylites) sp. (nicht bestimmbare Fragmente von Río Manflas in Chile)
      - Dactylioceras (Orthodactylites) tenuicostatum Young und Bird, 1822
        - Dactylioceras (Orthodactylites) tenuicostatum chilense n.ssp.

      - Dactylioceras (Orthodactylites) toxophorum Buckman, 1927
      - Dactylioceras (Orthodactylites) wunnenbergi Hoffmann, 1968

  - Subgenus: Dactylioceras (Dactylioceras) Hyatt, 1867
    - Typus-Art: Dactylioceras communis J. Sowerby, 1815[8]

Weitere Systematiken benennen unter Einbeziehung von Simpson 1843 und 1855 zusätzliche Spezies.

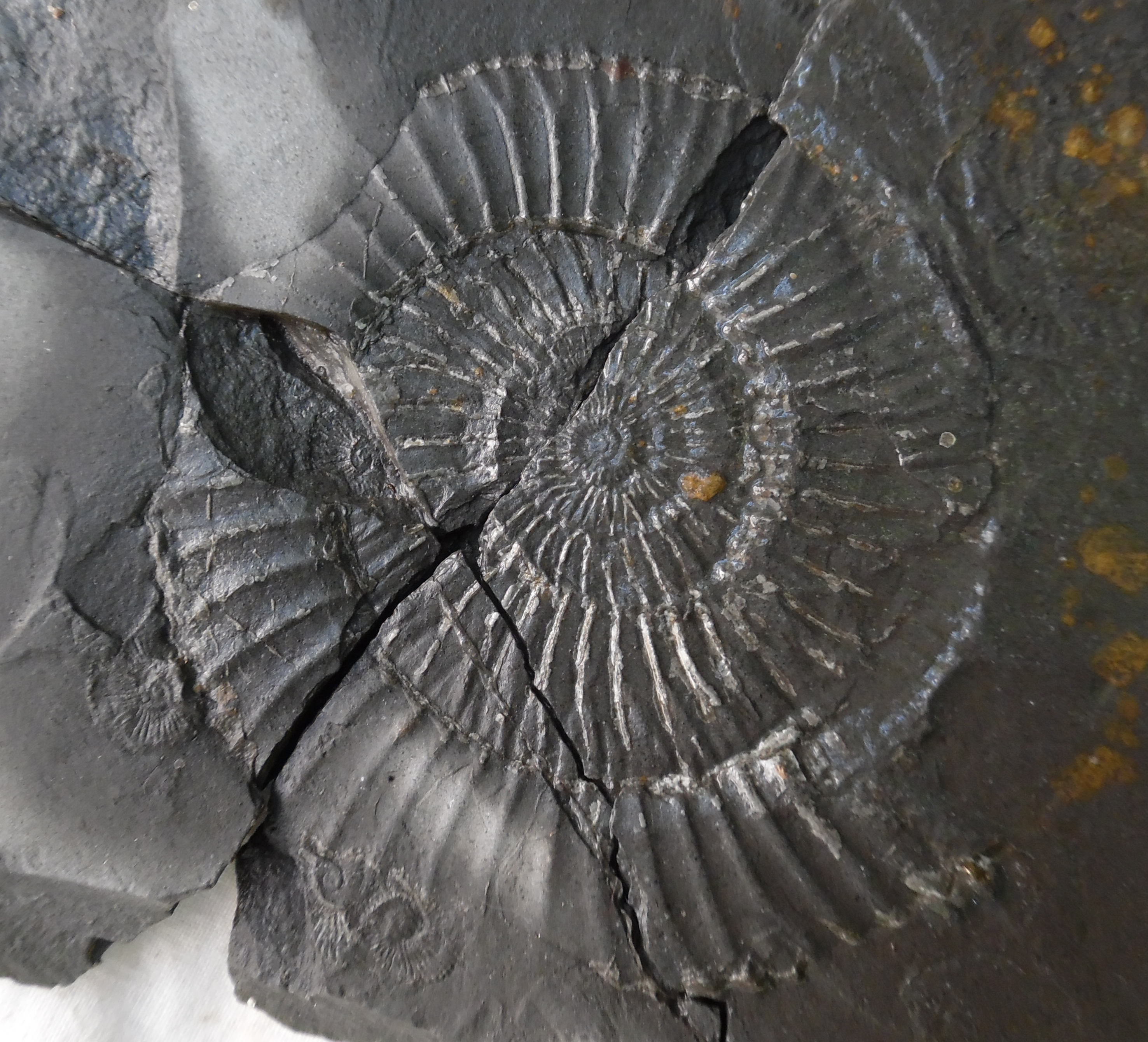
Dactylioceras commune aus dem Posidonienschiefer von Holzmaden, Durchmesser 8 Zentimeter. Der Phragmokon wird von kleinen Mikrokonchen begleitet (unten links).

Von dem Subgenus Dactylioceras (Dactylioceras) sind folgende Taxa bekannt:
- Dactylioceras absimile Dagis, 1968
- Dactylioceras alpestre Wiedenmayer, 1980
- Dactylioceras amplum Dagis, 1968
- Dactylioceras anguiforme Buckman, 1928
- Dactylioceras anguinum Reinecke
- Dactylioceras annuliferum Simpson, 1855
- Dactylioceras arcus Buckman, 1926
- Dactylioceras athleticum Simpson, 1855
- Dactylioceras clevelandicum Howarth, 1973
- Dactylioceras commune Sowerby, 1815
- Dactylioceras comptum Dagis, 1968
- Dactylioceras consimile Buckman, 1926
- Dactylioceras crassescens Simpson, 1855
- Dactylioceras crassiusculum Simpson, 1855
- Dactylioceras crassulum Simpson, 1843
- Dactylioceras crosbeyi Simpson, 1843
- Dactylioceras densicostatum Maubeuge, 1957
- Dactylioceras eickenbergi: Synonym von Nodicoeloceras eickenbergi
- Dactylioceras kanense McLearn, 1930
- Dactylioceras lamellosum Maubeuge, 1957
- Dactylioceras laticostatum Bardin et al., 2014
- Dactylioceras mastodontoides Maubeuge, 1957
- Dactylioceras morioni Lissajous, 1906
- Dactylioceras mite Buckman, 1927
- Dactylioceras mucroddactyliforme Maubeuge, 1957
- Dactylioceras noviomagense Maubeuge, 1957
- Dactylioceras obliquecostatum Maubeuge, 1957
- Dactylioceras peloritanum Fucini, 1935
- Dactylioceras percostatum Fucini, 1935
- Dactylioceras perplicatum Fucini, 1935
- Dactylioceras podragosum Maubeuge, 1957
- Dactylioceras praepositum Buckman, 1927
- Dactylioceras pseudocrassoides Maubeuge, 1957
- Dactylioceras pseudosemicelatum Maubeuge, 1957
- Dactylioceras rothpletzi Krumbeck, 1922
- Dactylioceras rotticum Krumbeck, 1922
- Dactylioceras sp.
- Dactylioceras stresherense Sapunov, 1963
- Dactylioceras subholandrei Fucini, 1935
- Dactylioceras suntarense Krimholz, 1957
- Dactylioceras tardosensis Kovács, 2014
- Dactylioceras tauromenense Fucini, 1935
- Dactylioceras temperatum Buckman, 1927
- Dactylioceras triangulum Fischer, 1966
- Dactylioceras vermis Simpson

Als Schwestertaxa fungieren Catacoeloceras, Collina, Nodicoeloceras, Peronoceras, Porpoceras, Reynesoceras, Septimaniceras und Zugodactylites.
Folgende Synonyme sind von der Gattung Dactylioceras mittlerweile etabliert:
- Anguidactylites Buckman, 1926
- Arcidactylites Buckman, 1926
- Athlodactylites Buckman, 1927
- Curvidactylites Buckman, 1927
- Dactylioceras (Eodactylites) Schmidt-Effing, 1972
- Eodactylites Schmidt-Effing, 1972
- Koinodactylites Buckman, 1927
- Leptodactylites Buckman, 1926
- Microdactylites
- Nomodactylites Buckman, 1927
- Parvidactylites Buckman, 1927
- Peridactylites Buckman, 1926
- Planicoeloceras Venturi und Ferri, 2001
- Rakusites Guex, 1971
- Simplidactylites Buckman, 1927
- Toxodactylites Buckman, 1926
- Vermidactylites Buckman, 1926
- Xeinodactylites Buckman, 1926

## Phylogenese

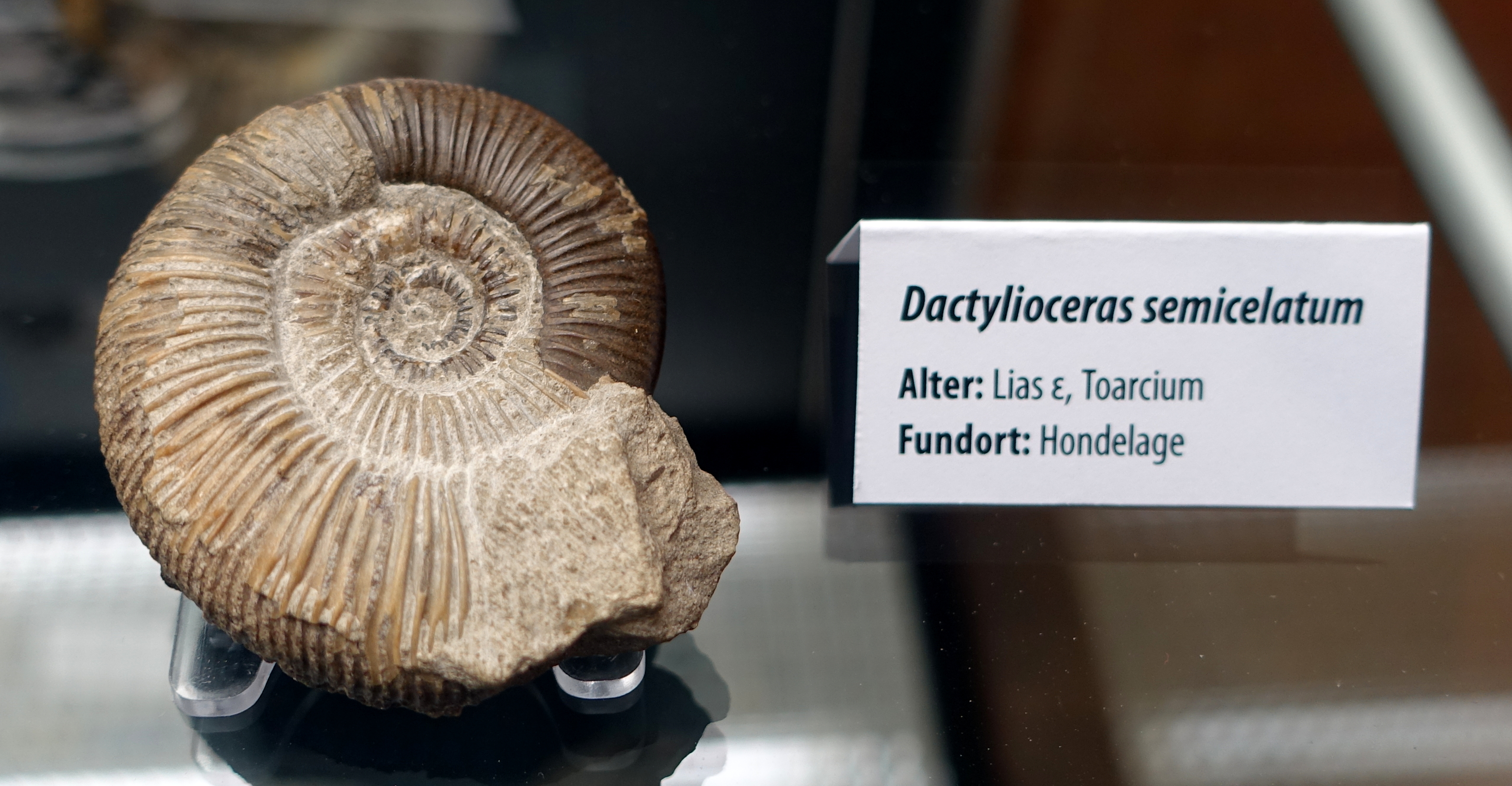
Dactylioceras semicelatum aus Hondelage

Nach H. Frebold (1922) soll die Gattung Dactylioceras über Prodactylioceras direkt von den Lytoceratinae abstammen. Diese Hypothese wird aber von Paläontologen wie Otto Heinrich Schindewolf nicht akzeptiert. Laut Braga Alarcon (1983) gehen die ersten unbestimmbaren Vertreter der Gattung Dactylioceras bis ins mittlere Domerium zurück und dürften sich aus der Schwestergattung Reynesoceras abgespalten haben. Auch dies ist umstritten.
Schmidt-Effing (1972) sieht das Subgenus Dactylioceras (Eodactylites) im höheren Domerium aus der Gattung Coeloderoceras abgeleitet, die ihrerseits über die Gattung Coeloceras aus den Psiloceratoidea hervorgegangen war. Die Familie Dactylioceratidae wurzelt somit seiner Meinung nach mit Coeloderoceras (und möglicherweise mit Coeloceras) in Formen um Microderoceras, wobei die Abspaltung von Microderoceras bereits während der Obtusum-Zone im Oberen Sinemurium innerhalb der mediterranen Faunenprovinz erfolgt sein dürfte.
Aus Dactylioceras (Eodactylites) entwickelten sich dann sukzessive Dactylioceras (Orthodactylites) und Dactylioceras (Dactylioceras).
Laut Otto Schindewolf sind sämtliche nachliassischen Ammonitina von den Dactylioceratidae abgeleitet.

## Leitfossil
Die Gattung Dactylioceras ist Leitfossil des unteren Toarciums in der nach Dactylioceras (Orthodactylites) tenuicostatum benannten Tenuicostatum-Zone sowie in der etwas höher gelegenen Bifrons-Zone (nach Hildoceras bifrons). Die dazwischenliegende Serpentinum-Zone, nach Hildoceras serpentinum, führt zwar ebenfalls Vertreter der Gattung Dactylioceras, ihre Subzonen werden aber nach anderen Ammonitengattungen bezeichnet.
Die Tenuicostatum-Zone besteht aus vier Subzonen (vom Hangenden zum Liegenden):
- Semicelatum-Subzone nach Dactylioceras semicelatum
- Tenuicostatum-Subzone nach Dactylioceras (Orthodactylites) tenuicostatum
- Clevelandicum-Subzone nach Dactylioceras clevelandicum
- Paltum-Subzone nach Protogrammoceras paltum

Die Clevelandicum-Subzone unterteilt sich in zwei Biozonen mit den Horizonten Dactylioceras crosbeyi im Liegenden und Dactylioceras clevelandicum im Hangenden. Die Tenuicostatum-Subzone mit Dactylioceras (Orthodactylites) tenuicostatum wird nicht weiter unterteilt. Die Semicelatum-Subzone besteht ebenfalls aus zwei Biozonen mit den Horizonten Dactylioceras semicelatum an der Basis und  Tiltoniceras antiquum im Top.
Die Bifrons-Zone wird aus drei Subzonen aufgebaut (vom Hangenden zum Liegenden):
- Crassum-Subzone nach Catacoeloceras crassum
- Fibulatum-Subzone nach Peronoceras fibulatum
- Commune-Subzone nach Dactylioceras commune

Die Commune-Subzone gliedert sich ihrerseits in drei Biozonen mit den Horizonten Ovaticeras ovatum an der Basis, gefolgt von Dactylioceras commune und darüber Dactylioceras athleticum.

## Lithologische Bezeichnung
Nach Dactylioceras benannte Gesteinseinheiten sind beispielsweise das Dactylioceras-Konglomerat des Altdorfer Marmors oder auch Dactylioceras-Bänke in der Posidonienschiefer-Formation des Süddeutschen Lias (beispielsweise bei Schlaifhausen oder Weißenburg in Bayern).

## Altersstellung
Die Gattung Dactylioceras tritt erstmals gegen 186 Millionen Jahren mit der Untergattung Dactylioceras (Eodactylites) in der Spinatum-Zone (möglicherweise aber auch schon in der Margaritatus-Zone) des Mittleren Domeriums im Fossilbericht auf. Die Untergattung Dactylioceras (Orthodactylites) erscheint erst um 183 Millionen Jahren kurz vor Ende des Pliensbachiums. Beide Untergattungen bleiben dann bis zu Beginn der Bifrons-Zone (Commune-Subzone) im Mittleren Toarcium bestehen, wobei Dactylioceras (Eodactylites) bereits ab der Falcifer-Zone des Unteren Toarciums recht selten wird. Die Untergattung Dactylioceras (Dactylioceras) tritt erstmals ab der Tenuicostatum-Zone des mittleren Untertoarciums auf und erlischt gegen 177 Millionen Jahren in der Variabilis-Zone des oberen Mitteltoarciums. Die Gattung Dactylioceras hatte somit knapp 10 Millionen Jahre Bestand.

## Vorkommen

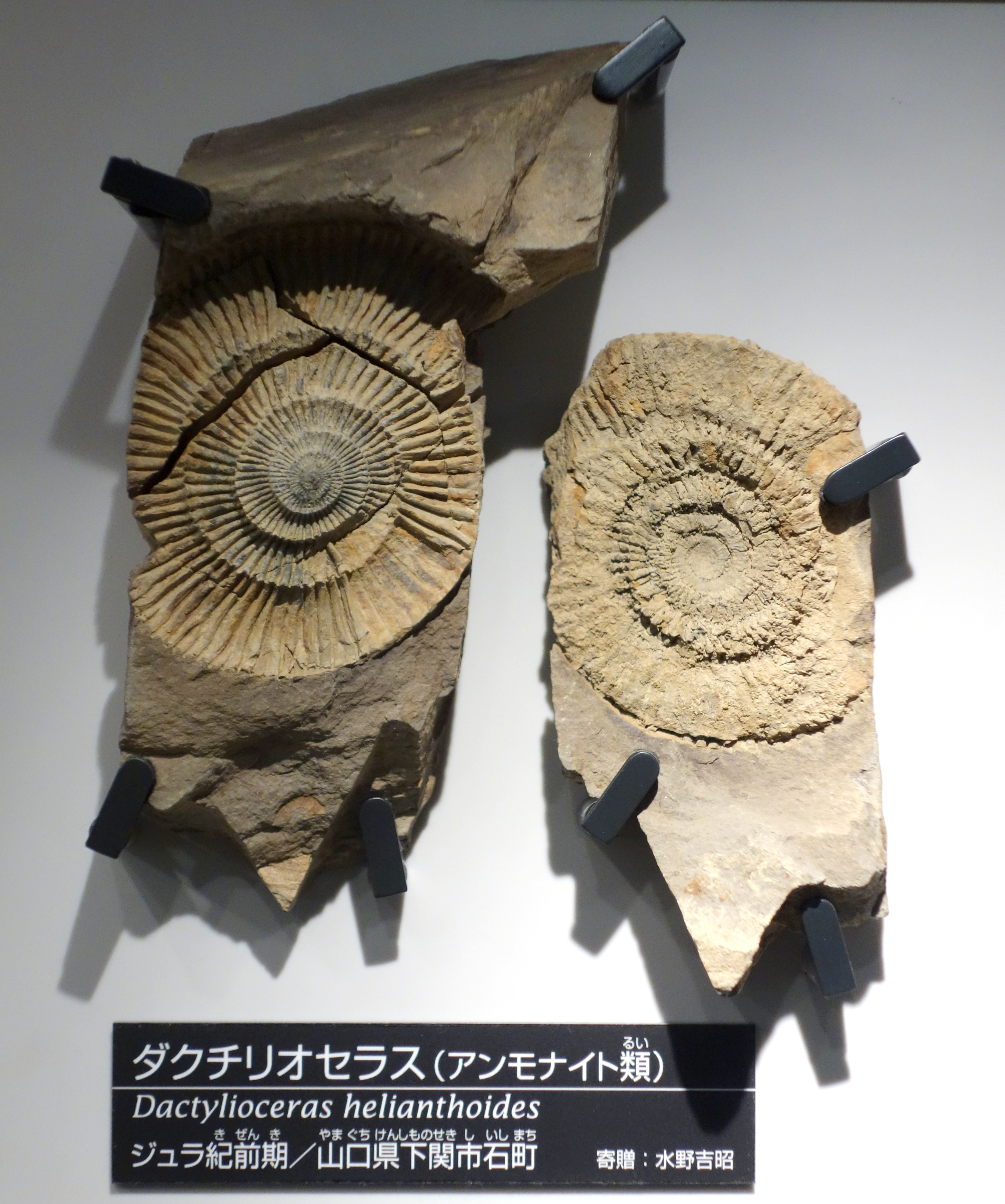
Dactylioceras (Orthodactylites) helianthoides aus Japan

Dactylioceras werden weltweit, vor allem in Nordwesteuropa gefunden, treten aber auch in Nordamerika auf (so im Süden Alaskas in der Talkeetna-Formation, in Alberta bei Edson, in Britisch-Kolumbien auf dem Festland am Harrison Lake, bei Hazelton, Nelson, an den Taseko Lakes und auf den Queen-Charlotte-Inseln  sowie im Norden des Yukon einschließlich Whitehorse), ferner im Osten Grönlands und im Norden und Osten Sibiriens (beispielsweise im Sichote-Alin). Auf der Ebene der Untergattungen und Arten gibt es aber durchaus geographische Differenzierungen.
Wissenschaftlich beschriebene Fundorte weiterer Dactylioceratidae in Südamerika sind die chilenischen Hochkordilleren zwischen 26° und 29° südlicher Breite
Im Bereich der Tethys sind anzuführen das nördliche Spanien in Álava, die Keltiberische Kette in den Gebieten um Burgos, Logroño, Teruel und Saragossa und des Weiteren die Betiden Südspaniens, Marokko, Algerien, am Djebel Zaghouan in Tunesien, Sizilien und restliches Italien mit Vorkommen bei Taormina, in der Bugarone-Formation im Apennin der Marken sowie in den Südalpen, Jugoslawien, der Bakonywald und das Gerecse-Gebirge in Ungarn, westliches Bulgarien, bei Pirot in Serbien, Griechenland, Türkei, die Karpaten, der Kaukasus, Indonesien, Nagato in Japan und Neuseeland.

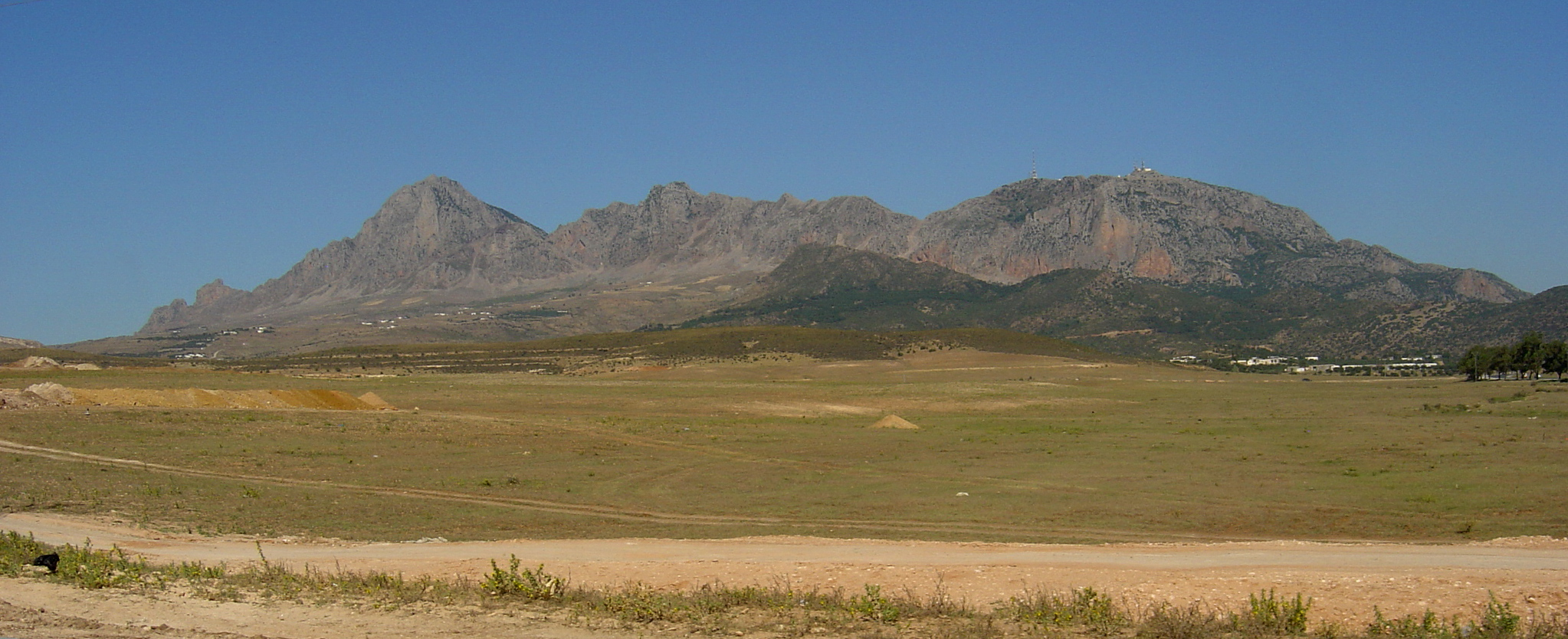
Der Djebel Zaghouan von Osten, Fundstelle liassischer Ammoniten in Tunesien

Was die nordesteuropäiche Faunenprovinz anbelangt so liegen Fundstätten der Gattung Dactylioceras in Deutschland bei Dotternhausen, Hechingen und Holzmaden in Baden-Württemberg, Altdorf bei Nürnberg, Gunzenhausen, Kässwasser bei Heroldsberg, Kalchreuth, Schnaittach, Wassertrüdingen und Ostheim bei Weißenburg in Mittelfranken, Buttenheim, Mistelgau, Schlaifhausen und Unterstürmig  bei Forchheim in Oberfranken, Amberg und Freudenberg in der Oberpfalz (alle Bayern) sowie Cremlingen, Hondelage bei Braunschweig, Rottorf am Klei und Wolfsburg in Niedersachsen.
In Frankreich erscheint die Gattung bei Charleville-Mézières im Département Ardennes, in Burgund, bei Millau in den Causses, bei Feuguerolles im Département Calvados, bei Airvault und Mauzé-Thouarsais im Département Deux-Sèvres, bei Teyjat im Département Dordogne, im Département Sarthe, im Poitou sowie bei Chantonnay,
Le Bernard, Jard-sur-Mer, Péault, Pissotte und Saint-Hilaire-la-Forêt im Département Vendée und Ligugé im Département Vienne.
In England sind neben Vorkommen in Lincolnshire (Bohrung bei Nettleton) und Ilminster in Somerset die Funde von Kettleness, Port Mulgrave, Saltwick und Whitby in Yorkshire erwähnenswert.